# پل بلارت: پلیس بازار
پل بلارت: پلیس بازار (انگلیسی: Paul Blart: Mall Cop) فیلمی در ژانر سرقت و اکشن به کارگردانی استیو کار است که در سال ۲۰۰۹ منتشر شد.

## بازیگران
- جیما مایز
- کوین جیمز
- شرلی نایت
- بابی کاناوله
- آدام فرارا
- آلن کاورت
- اریک آواری
- جکی سندلر
- پیتر گرتی
- رینی رادریگز